# Schloss Leonstein (Oberösterreich)

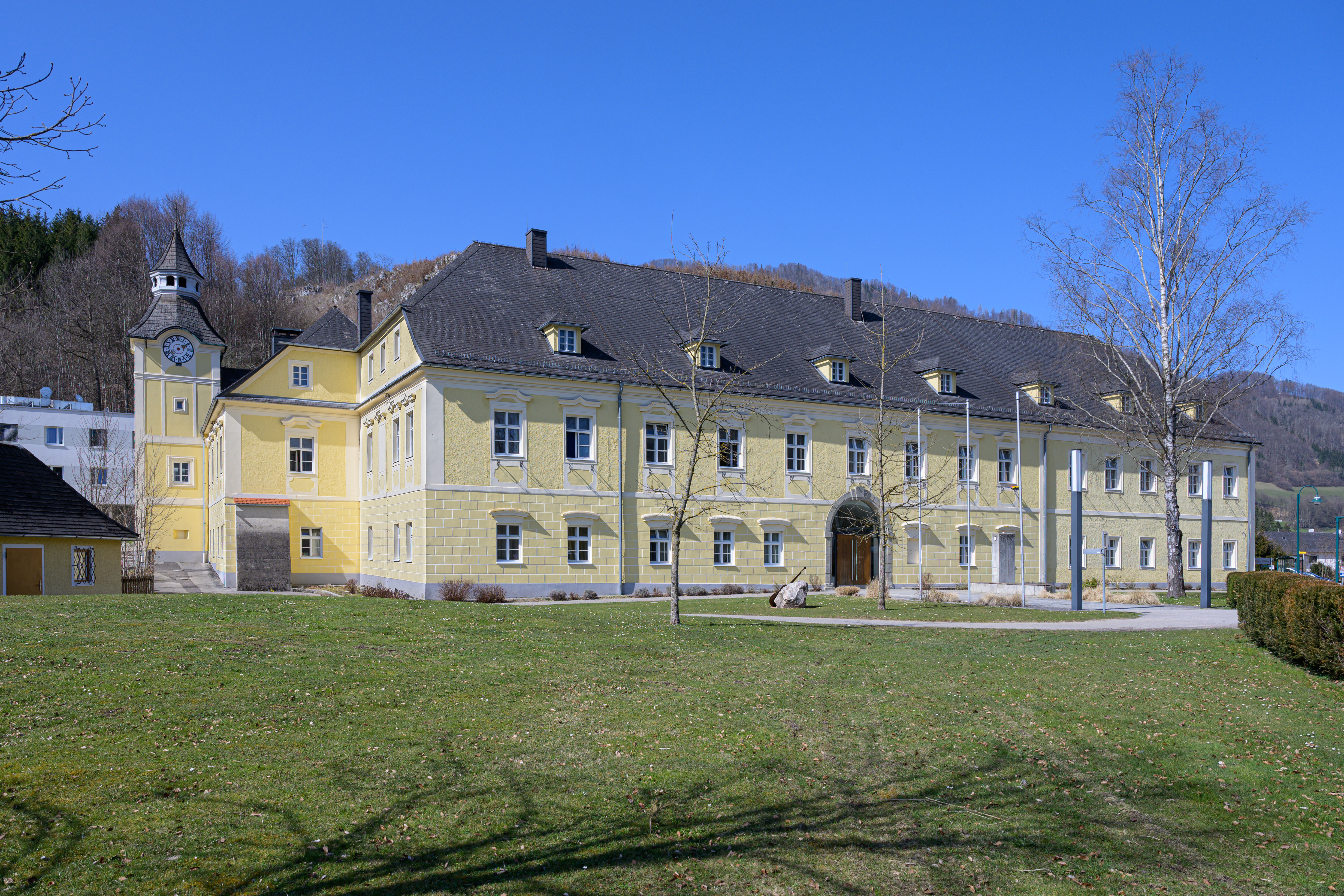
Schloss Leonstein mit dem Uhrturm (links)

Schloss Leonstein ist eine Schlossanlage im Steyrtal, in Priethal bei Leonstein und Obergrünburg, Gemeinde Grünburg im Traunviertel von Oberösterreich. Seit 1945 ist darin ein Landeskinderheim untergebracht, mit insgesamt 4 Wohngruppen.

## Geschichte
Das Schloss geht auf einen von Wilhelm von Rohr um 1397 errichteten Burgstall mit Bauhof zurück. Wilhelms Burg am Hausberg – an dessen Fuß das Schloss liegt – war 1390 von Herzog Albrecht III. belagert und zerstört worden. Die späteren Besitzer aus dem Geschlecht der Zelkinger – Erhard von Zelking erwarb 1447 und 1459 die Besitzanteile an Leonstein – formten aus Burgstall und Bauhof das Talschloss Feichta. Das Schloss und die Herrschaft Leonstein erwarb 1629 Graf Georg Siegmund von Salburg aus der Erbmasse der Zelkinger. Die Salburger bauten Feichta 1724 barock um und nannten es „Neu-Leonstein“.
Ende 1919 kaufte die Oberösterreichische Landesregierung das Anwesen von Graf Theodor Salburg um 2.000.000 Kronen. Graf Schmidegg, der das Schloss bereits von den Salburgern gepachtet hatte, blieb auch nach dem Eigentümerwechsel auf dem Schloss. Ab 1920 war Schloss Leonstein Landesgut und gehörte zur Landesforstverwaltung. Der Gärkeller der Brauerei Leonstein befand sich im Haus. 1938 folgten Renovierungsarbeiten und Umbauten. In weiterer Folge war darin der weibliche Arbeitsdienst des RAD (Reichsarbeitsdienst) untergebracht; das Ehepaar Schmidegg war zu diesem Zeitpunkt bereits verstorben. Ab 1944 nutzte die Wehrmacht das Gebäude – unter anderem für Schulungen. Nach Kriegsende ging das Anwesen wieder in Landesbesitz über. Seit November 1945 beherbergt es ein Landeskinderheim. Zuletzt umfassend renoviert wurde das Gebäude ab 2003. Ein Krisenzentrum in moderner Architektur wurde ab 2012 hinter dem Schloss errichtet und 2014 eröffnet.
Die zum Schloss gehörige Hoftaverne war der ehemalige Gasthof Hoftaverne, auch Hotel Grawatsch (Leonsteinerstraße 40).

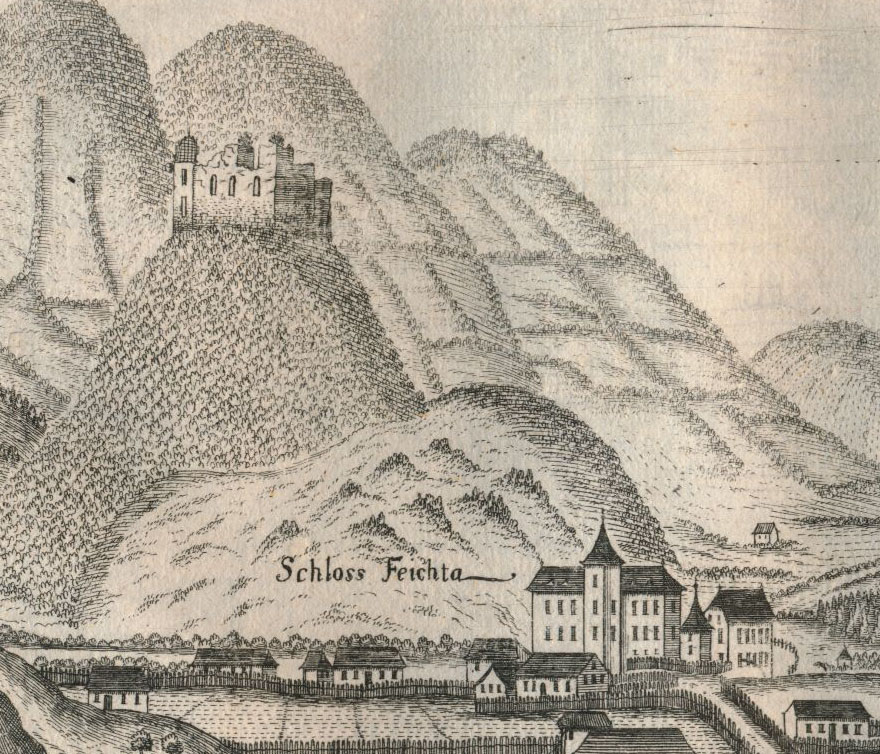
Burgruine und Talschloss (1674)
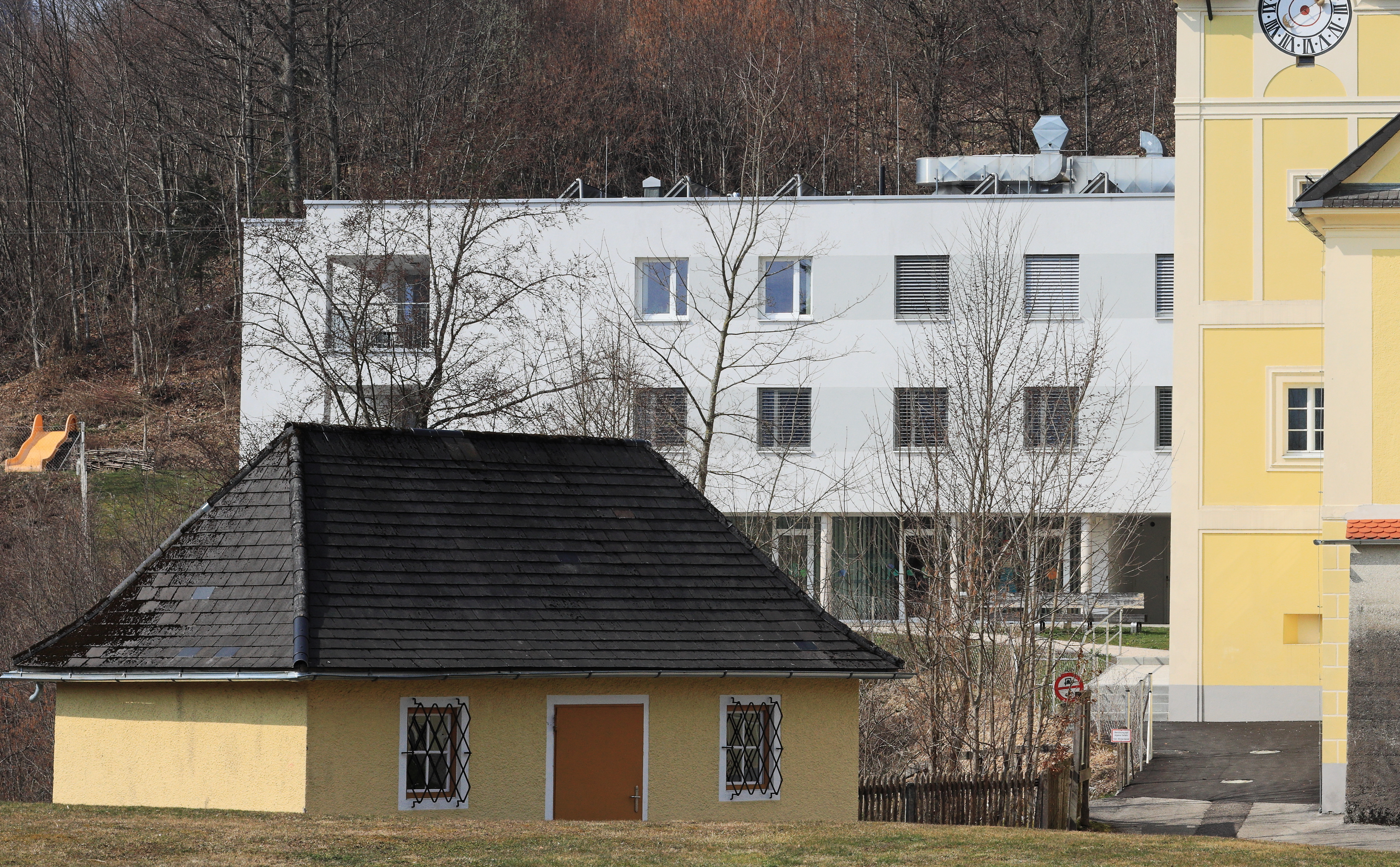
Das Krisenzentrum
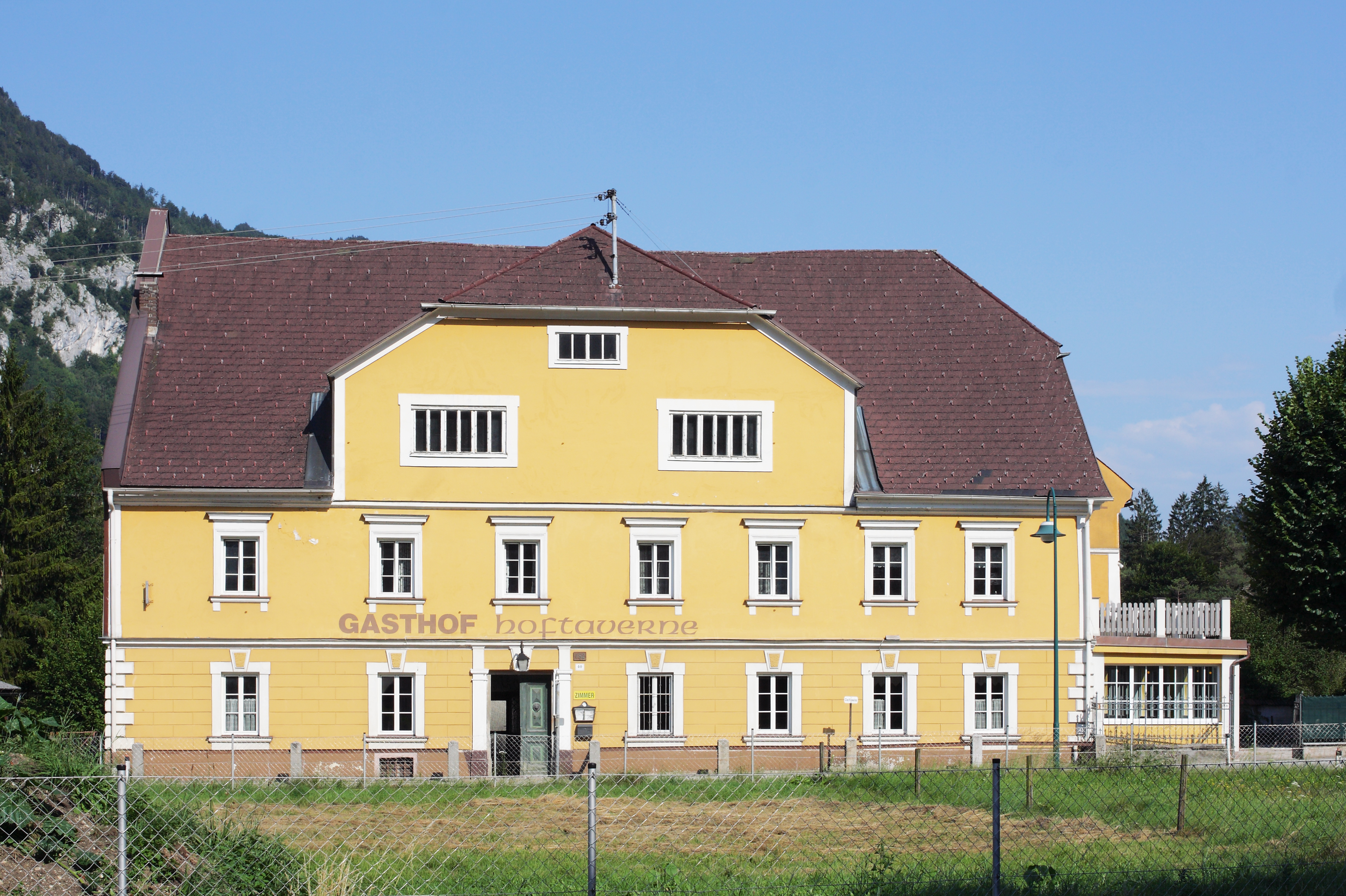
Die ehemalige Hoftaverne

## Belege
1. ↑  Geschichte von Schloss Leonstein. Archiviert vom Original am 13. März 2015; abgerufen am 31. Oktober 2017.
2. ↑  Franz Staudinger: SKIP- Ein Haus für Kinder und Jugendliche, Artikel von 28. Mai 2014, aufgerufen am 21. November 2017.
3. ↑  Raimund Ločičnik: Das Steyrtal in alten Ansichten, Ennsthaler Verlag, Steyr 2001, ISBN 3-85068-588-8, S. 69 (Hotel Grawatsch, Hoftaverne).

Koordinaten: 47° 54′ 28,7″ N, 14° 14′ 4,9″ O